# Lenin - ciupercă
Lenin - ciupercă (în rusă Ленин — гриб), este un experiment de televiziune inițiat de muzicianul Serghei Kuriohin și jurnalistul Serghei Șolohov fiind pentru prima dată difuzat în cadrul emisiunii A cincea roată pe 17 mai 1991 la televiziunea din Leningrad. Subiectul era construit ca un interviu, dat de Kuriohin.

## Cuprins
Serghei Kuriohin a generat un mit potrivit căruia Lenin consuma în cantități mari ciuperci halucinogene și s-a transformat în ciupercă. Această teză absurdă nu a fost dezvăluită telespectatorului imediat. S-a creat treptat iluzia unei discuții logice cu citate din multiple surse. Efectul autenticității a fost creat cu ajutorul manipulării faptelor și a expunerii confuze, care nu avea un oarecare sens, dar expuse ingenios de autor ca având "suport științific".
În subiect se preciza că Lenin într-adevăr era ciupercă și undă radio. Ca dovadă au fost aduse așa argumente cum ar fi asemănarea secțiunii mașinii blindate de pe care vorbea Lenin cu sporii subterani ai amanitelor, Lenin citit invers ninel este o mâncare de ciuperci din culinăria franceză, și așa mai departe.
„ ... și respectiv, undă radio. Adică omul devine ciupercă și undă radio într-o singură formă, înțelegeți? Acuș o să vă spun ceia ce-i cel mai important, ce am în vedere. Am dovezi absolut indubitabile, că Revoluția din Octombrie, a fost făcută de oameni, care mulți ani au consumat ciuperci corespunzătoare. Ciupercile fiind consumate de acești indiviți substituiau treptat personalitatea acestora, astfel devenind ciuperci. Purșisimplu vreau să zic, Lenin era ciupercă. Ciupercă, și mai mult decât atât, pe lângă faptul că era ciupercă, mai era și undă radio. Înțelegeți?..”
„…И, соответственно, в радиоволну. То есть человек становится и грибом и радиоволной в едином облике, понимаете? И сейчас я вам скажу то, что самое главное, к чему я всё это веду. А то, что у меня есть совершенно неопровержимые доказательства, что вся Октябрьская революция делалась людьми, которые много лет потребляли соответствующие грибы. И грибы в процессе того, как они были потребляемы этими людьми, вытесняли в этих людях их личность, и люди становились грибами. То есть я просто-напросто хочу сказать, что Ленин был грибом. Грибом, более того, он был не только грибом, он был еще помимо всего радиоволной. Понимаете?..”
<…>
„Odată m-am oprit asupra unei fraze dintr-o scrisoare adresată lui Plehanov lui Lenin. "Fraza suna în felul următor. Ieri am mâncat ciuperci și mă simt formidabil."”
„Однажды я наткнулся на фразу из письма Ленина Плеханову. Фраза звучит так: «Вчера объелся грибов, чувствовал себя изумительно».”
<…>
„Priviți puțin aici. Vedeți? Lenin e mereu printre oameni, priviți atent, în dreapta e un băiat (o să revenim la el). Iată-l din nou, vedeți? Lenin are în permanență un băiețaș. Precum vedeți, am trecut la altă parte a filmului... din nou acelați băiat. Vedeți, a trecut. Un pic altfel tuns, dar e același băiat. În preajma lui Lenin în permanență e un băiat.
Sașa nu se desparte de Lenin, din cauză că acesta cunoaștea fiecare cărare, fiecare loc cu ciuperci și-l conducea pe Lenin prin aceste locuri. După cum am putut să ne convingem din film acestea nu sunt speculații.”
„Посмотрите на секундочку вот сюда. Видите? Ленин постоянно с разными людьми, посмотрите внимательно, справа стоит мальчик какой-то (мы ещё к нему вернёмся). Вот он снова, видите? У Ленина всё время какой-то мальчик рядом. Так, вот видите, мы перешли на другую часть фильма… опять тот же самый мальчик. Видите, вот он, вот прошёл. Немножко уже по другому стрижен, но тот же самый мальчик. Дело в том, что с Лениным рядом постоянно находится какой то мальчик.
Саша находился при Ленине неотлучно, потому что знал каждую тропку, он знал все грибные места и водил Ленина по всем грибным местам, как мы могли убедиться из фильма. Это никакие не домыслы.”

## Idee
Văduva lui Kuriohin mărturisește într-un interviu dat ziarului Komsomolskaia Pravda: 
„Ideea s-a născut așa: Serghei a văzut o emisiune despre moartea lui Serghei Esenin. Autorul emisiunii au arătat în calitate de dovezi că poetul a fost ucis, lucruri absurde. Erau arătate fotografiile de la înmormântarea lui Esenin în timp ce o voce comenta: " Priviți unde privește acest om, iar acesta privește în altă direcție, și asta însemnă că Esenin a fost ucis." Serghei după ce a văzut emisiunea a zis: "Așa poți demonstra tot ce vrei."”
„Идея программы родилась так: как-то Сергей увидел передачу о смерти Сергея Есенина. Автор программы выстраивал доказательство того, что поэта убили, на совершенно абсурдных вещах. Показывали фотографии похорон Есенина и за кадром говорили: «Посмотрите, куда смотрит этот человек, а вот этот смотрит в другую сторону, и это означает, что Есенина убили…» Сергей посмотрел программу и сказал мне: «Так можно доказать всё что угодно».”

## Consecințe
Într-un interviu dat de Serghei Șolohov, publicat în revista Krestianka, acesta mărturisește că a doua zi o delegație a veteranilor bolșevici a cerut explicație dacă într-adevăr Lenin este ciupercă. Galina Barina, o funcționară de partid, a negat acest fapt zicând: Deoarece mamifera nu poate fi o plantă.
„— Кто-нибудь воспринял эту передачу всерьез?

— На следующий день после эфира к Галине Бариновой, которая в обкоме партии заведовала идеологией, пришла делегация старых большевиков и потребовала ответ на вопрос: правда ли, что Ленин — гриб? «Нет!» — сказала Галина Баринова. «Но как же, вчера по телевизору сказали…» «Неправда», — ответила она и произнесла фразу, которая повергла нас с Курехиным в шок: «Потому что млекопитающее не может быть растением». В газете «Смена» я выступил с опровержением утверждения Галины Бариновой. Ведь мы битый час доказывали, что грибы — это отдельное царство, а не растения или животные.

”
Citat din Krestianka